# Parroquia Rómulo Gallegos (Delta Amacuro)
La Parroquia Rómulo Gallegos o simplemente Rómulo Gallegos es una de las divisiones administrativas en las que se encuentra organizado el Municipio Casacoimaen el Estado Delta Amacuro, en la parte oriental del país sudamericano de Venezuela.

## Historia
El territorio fue explorado y colonizado por los españoles y formó parte de la Capitanía General de Venezuela desde 1777. En la Venezuela independiente formó parte del Cantón del Bajo Orinoco o Piacoa entre 1830 y 1856.
Entre 1884 y 1991 formó parte del Territorio Federal Delta Amacuro. Desde 1992  el sector es una de las parroquias del Estado Delta Amacuro. El área debe su nombre en honor al escritor y político venezolano Rómulo Gallegos que fue el primer  presidente de Venezuela electo en forma directa universal y secreta en 1948, y quien escribió obras destacadas de la literatura venezolana como Doña Bárbara (1940).

## Geografía
El territorio tiene una superficie estimada en 77570 hectáreas (equivalentes a 775,7 kilómetros cuadrados). La región posee diversas islas en su mayoría en el río Orinoco. Entre las que se pueden mencionar encontramos Tórtola, Varadero, Tres Caños, Portuguesa y Sacoroco. Limita al sur con el Estado Bolívar y la Parroquia Juan Bautista Arismendi, al oeste con esta última parroquia de nuevo, la Parroquia Imataca y la Isla Chiveras y al este con la Isla Jerubina. Su capital y localidad más importante es Santa Catalina.

### Lugares de interés
- Río Orinoco
- Santa Catalina
- Isla Tórtola (309 km²)
- Isla Varadero (49,5  km²)
- Isla Tres Caños (14,14  km²)
- Isla Portuguesa (2,5  km²)
- Isla Sacoroco (15,58  km²)